# Sperello Sperelli
Sperello Sperelli (ur. 15 sierpnia 1639 w Asyżu, zm. 22 marca 1710 w Rzymie) – włoski kardynał.

## Życiorys
Urodził się 15 sierpnia 1639 roku w Asyżu. Studiował na Uniwersytecie w Perugii, gdzie uzyskał doktorat utroque iure. 7 lutego 1663 roku przyjął święcenia kapłańskie. 10 stycznia 1684 roku został wybrany biskupem Terni, a od 1693 roku pełnił funkcję wiceregenta Rzymu. W 1698 roku zrezygnował z obu funkcji. 14 listopada 1699 roku został kreowany kardynałem in pectore. Jego nominacja na kardynała prezbitera miała miejsce na konsystorzu dziesięć dni później i nadano mu kościół tytularny San Giovanni a Porta Latina. W latach 1708–1709 był kamerlinga Kolegium Kardynałów. Zmarł 22 marca 1710 roku w Rzymie.